# Nomos Arta

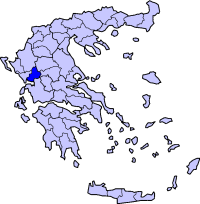
Prefektura Arta w Grecji

Arta (gr. Άρτα) - do końca 2010 roku jedna z prefektur w Grecji w regionie administracyjnym Epir, u północno-wschodnich wybrzeży Zatoki Ambrakijskiej (Morze Jońskie). Graniczyła od zachodu z prefekturą Preweza, od północy z prefekturą Janina (obydwie w regionie Epir), od północnego wschodu z Trikalą, od wschodu z Karditsą (region Tesalia), od południowego wschodu z Eurytanią (Grecja Środkowa) i od południa z Etolią i Akarnanią (Grecja Zachodnia).
Powierzchnia prefektury wynosiła 1662 km², zamieszkiwało ją 77,680 osób (stan z roku 2005). Ośrodkiem administracyjnym było miasto Arta.